# Мокрая Сура
Мокрая Сура (укр. Мокра Сура) — река, правый приток Днепра. Протекает по Днепропетровской области, впадает в Днепровское водохранилище (ранее впадала в Днепр) в 14 км южнее города Днепра. Длина — 118 км, площадь бассейна — 2830 км².
Русло реки извилистое. Проходит по мягким породам, в результате чего прорезает их до каменистых слоёв. В бассейне Малой Суры имеется множество оврагов. Питание в основном дождевое и снеговое. По причине незначительного грунтового питания река может пересыхать летом. В реке водятся различные породы рыб, заходящие в неё из водохранилища.
На Мокрой Суре расположено несколько посёлков городского типа и дачных посёлков.